# Josef Osvald II. z Thun-Hohensteinu
Hrabě Josef Osvald II. z Thun-Hohensteinu (14. prosince 1849, Praha – 21. října 1913, Vídeň) byl česko-rakouský šlechtic, velkostatkář, průmyslník a politik.

## Život
Josef Osvald II. se narodil jako prvorozený syn Josefa Osvalda I. z Thun-Hohensteinu (1817–1883) a jeho manželky Johanny, rozené Salm-Reifferscheidtové (1834–1915). V letech 1898–1905 vystudoval práva na Německé univerzitě v Praze, se studijními pobyty ve Vídni a v Lipsku. Promován byl v Praze 18. července 1905. Po absolvování vojenské služby podnikl několik dlouhých zahraničních cest a působil jako dobrovolný atašé v Teheránu.

### Hospodaření
V roce 1876 převzal správu rodinného majetku v Žehušicích a v Klášterci nad Ohří, kde mu mimo jiné patřila tamní porcelánka. Byl dobrým správcem velkostatku, také uznávaným botanikem a zoologem. V Klášterci dal upravit zámecký park s výsadbou vzácných dřevin, v Žehušické oboře po otci převzal a rozšířil chov stáda bílých jelenů.
Po smrti jeho svobodného a bezdětného strýce Františka Josefa Salm-Reifferscheidta (1819–1887) připadlo dědictví panství Lipová na Šluknovsku a dalšího majetku na Oswaldovu matku Johannu, která je dala připsat synovi. Proto od roku 1897 připojoval k rodovému jménu Thun-Hohenstein ještě Salm-Reifferscheidt.

### Rodina
Dne 3. března roku 1878 se v Praze, v kostele sv. Tomáše na Malé Straně oženil s Kristýnou Alžbětou, rozenou z Valdštejna-Vartenberka (1859–1935). Po sňatku manželé bydleli v Thunovském paláci čp. 180/III v Thunovské ulici. Měli tři syny: Josefa Osvalda III. (1879–1942), Adolfa Mariu (1880–1957), který se oženil s Anežkou Windischgrätzovou a pozdějšího diplomata Pavla (1884–1963). Hraběnka Kristýna byla kulturně a intelektuálně ceněnou osobností, ve svém vídeňském domě na Hohenmarktu hostila například literáta Huga Hofmannsthala, s nímž si v letech 1901–1918 dopisovala, nebo historika Karla Jakoba Burckhardta.

### Politika
V letech 1876–1913 zastával úřad starosty v Klášterci nad Ohří. Po smrti svého otce se angažoval i ve vysoké v politice. Stal se členem horní komory říšské rady a liberální Strany ústavověrného velkostatku. V roce 1900 mu císař František Josef I. udělil Řád zlatého rouna. Od roku 1880 byl s přestávkami až do jeho rozpuštění v roce 1913 členem Českého zemského sněmu. Stál v čele tzv. ústavověrné rakouské šlechty a vystupoval silně protičesky, zvláště v období jazykových sporů o punktace.
Od roku 1908 byl po mrtvici upoután na invalidní vozík a o pět let později zemřel na otok plic. Pohřben je v rodinné hrobce, v kryptě farního kostela Nejsvětější Trojice v Klášterci nad Ohří.